# Total Drama Presents: The Ridonculous Race
Total Drama Presents: The Ridonculous Race (Total Drama Apresenta: A Corrida Alucinante(no Brasil) e Drama Total: Corrida Alucinante ou Drama Total Apresenta A Corrida Ri-Don-Cula(em Portugal)) é uma série de animação canadense, esta temporada é um spin-off da série original Drama Total de 2007. A série foi criada pela Fresh TV e distribuída por Cake Entertainment. Nesta temporada, a série faz paródia com o reality show, The Amazing Race, com muitos elementos da história baseados nele. Todos os personagens desta série têm personalidades distintas que servem como o principal ponto do enredo, junto com os competidores fictícios homónimos. A série estreou no Cartoon Network norte-americano em 7 de setembro de 2015 e foi exibida no canal canadiano Teletoon, em Janeiro de 2016. Já no Brasil a série estreou em 14 de dezembro de 2015. Assim como a série original, este programa teve 26 episódios, porém, com Sanders & MacArthur vencendo a final.

## Enredo
O reality The Amazing Race, é parodiado nesta temporada. A competição será realizada no mundo todo, apresentando somente pares individuais dos competidores, ao invés de equipes. Esta é a primeira temporada em que o apresentador Chris McLean e Chef Hatchet não participam do programa, onde se tem um novo apresentador, Don. Além disso, os antigos participantes Geoff, Leonard, Noah e Owen entram na disputa concorrendo com os novatos.
A primeira temporada de Corrida alucinante, consiste em novos personagens da série Drama Total. Todos os personagens serão divididos em 18 equipes de duas, e terão que correr ao redor do mundo ao serem apresentadas por Don. O vencedor vai ganhar 1 milhão de dólares.

## Produção
O programa atualmente está em produção. Alex Ganetakos está produzindo a série, Enquanto Terry McGurrin está escrevendo o roteiro, e Chad Hicks está dirigindo o programa. A produção da série começou em 1 de janeiro de 2014 e terminou em Setembro de 2015. Com o sucesso da série, a produtora Fresh TV criou um concurso para a segunda temporada (oitava do Drama Total), a princípio para apenas residentes do Canadá, para que concorram a vagas de personagens no elenco, e prêmios como camisas, bottons, pôsteres, cartões postais (todos limitados), além de uma conversa online com os executivos da produtora. Com os fãs de outros lugares do mundo pedindo para participar, a equipe abriu um concurso via redes sociais, onde os usuários inscritos descreviam o motivo de gostar do concurso e o porquê de querer participar, tinham que postar uma foto deixada na descrição das regras de entrada do concurso e marcar Christine Thompson ou a página da Fresh TV. Este concurso vigorou entre 10 de dezembro de 2015 às 16:36 e 24 de dezembro de 2015 às 23:59. Foram realizadas inscrições do Brasil, EUA, México, Argentina, Equador, entre outros. O concurso e possível título de "Total Drama Presents: The Ridonculous Team Contest" (algo como "Drama Total: Concurso de Equipes Alucinante" ou "Drama Total: O Alucinante Concurso de Equipes) e tem estreia prevista para 2016. Há 3 vagas disponíveis para os concursantes mundiais e não há informações do numero de vagas para canadenses, o mais possível é que seja 13, já que em Ridonculous Race foram 18 duplas e 3 na nova temporada são não-canadenses. No entanto, a segunda temporada acabou sendo cancelado por conta da produção de Total Dramarama juntamente com a sua versão original, Drama Total.

## Concorrentes
Alguns personagens da série principal também aparecerão. A série spin-off será dominada principalmente por um novo elenco, que ainda está a ser introduzido. A série spin-off será uma "comédia buddy" e contará com 18 pares de equipes  (36 competidores). Kristin Fairlie, a dubladora da personagem Bridgette da série original, também fará a voz de Carrie nesta série. Scott McCord (dublador dos personagens Owen e Trent da série original) assim como Carter Hayden (dublador de Noah) também darão vozes aos novos personagens, Jacques, Brody e Spud. Foi finalmente revelado que o primeiro par será os personagens Carrie e seu melhor amigo Devin, que é interpretado por Jeff Geddis. Em fevereiro, o segundo par foi revelado: Stephanie e Ryan, ambos serão dublados por Nicki Burke de Dead Rising 2 e Joseph Motiki de Rescue Heroes.
| Voz original         | Voz brasileira     | Voz Portuguesa       | Concorrentes | Equipe               | Nome da Equipe em Inglês | Pos. Atual         | Pos. Atual         |
| -------------------- | ------------------ | -------------------- | ------------ | -------------------- | ------------------------ | ------------------ | ------------------ |
| Clé Bennett          | Luiz Sérgio Vieira | Sérgio Calvinho      | Leonard      | Jogadores            | LarPers                  | 18º Lugar          | 18º Lugar          |
| Nicki Burke          | Vânia Alexandre    | Sandra de Castro     | Tammy        | Jogadores            | LarPers                  | 18º Lugar          | 18º Lugar          |
| David Huband         | Márcio Dondi       | Paulo Espírito Santo | Gerry        | Rivais do Tênis      | Tenis Rivals             | 17º Lugar          | 17º Lugar          |
| Adrian Truss         | Eduardo Borgerth   | Sérgio Calvinho      | Pete         | Rivais do Tênis      | Tenis Rivals             | 17º Lugar          | 17º Lugar          |
| Emilie-Claire Barlow | Taís Feijó         | Paula Pais           | Ellody       | Gênias               | Geniuses                 | 16º Lugar          | 16º Lugar          |
| Katie Griffin        | Regina Maria Maia  | Ana Vieira           | Mary         | Gênias               | Geniuses                 | 16º Lugar          | 16º Lugar          |
| Emilie-Clarie Barlow | Bruna Laynes       | Sandra de Castro     | Laurie       | Veganas              | Vegans                   | 15º Lugar          | 15º Lugar          |
| Katie Griffin        | Jennifer Gouveia   | Paula Pais           | Miles        | Veganas              | Vegans                   | 15º Lugar          | 15º Lugar          |
| Ashley Botting       | Andrea Suhett      | Ana Vieira           | Jen          | Blogueiros de Moda   | Fashionist Bloggers      | 14º Lugar          | 14º Lugar          |
| Jeff Geddis          | Leonardo Serrano   | Carlos Macedo        | Tom          | Blogueiros de Moda   | Fashionist Bloggers      | 14º Lugar          | 14º Lugar          |
| Julie Lemieux        | Izabel Lira        | Ana Vieira           | Kelly        | Mãe e Filha          | Mom & Daughter           | 13º Lugar          | 13º Lugar          |
| Bryn McAuley         | Gabriela Medeiros  | Paula Pais           | Taylor       | Mãe e Filha          | Mom & Daughter           | 13º Lugar          | 13º Lugar          |
| Lyon Smith           | Bernardo Coutinho  | Gonçalo Carvalho     | Jay          | Gêmeos               | Adversity Twins          | 12º Lugar          | 12º Lugar          |
| Lyon Smith           | Bernardo Coutinho  | Sérgio Calvinho      | Mickey       | Gêmeos               | Adversity Twins          | 12º Lugar          | 12º Lugar          |
| Darren Frost         | Erick Bougleux     | Paulo Figueiredo B.  | Chet         | Meio-Irmãos          | Stepbrotehrs             | 11º Lugar          | 11º Lugar          |
| Carlos Diaz          | Daniel Carrarini   | Carlos Macedo        | Lorenzo      | Meio-Irmãos          | Stepbrotehrs             | 11º Lugar          | 11º Lugar          |
| Carlos Diaz          | Pablo Argôllo      | Sérgio Calvinho      | Rock         | Roqueiros            | Rockers                  | 10º Lugar          | 10º Lugar          |
| Carter Hayden        | Yuri Tupper        | Paulo Figueiredo B.  | Spud         | Roqueiros            | Rockers                  | 10º Lugar          | 10º Lugar          |
| Neil Crone           | Marcelo Coutinho   | Paulo Figueiredo B.  | Dwayne       | Pai e Filho          | Dad & Son                | 9º Lugar           | 9º Lugar           |
| Jacob Ewaniuk        | Rafael Capelli     | Romeu Vala           | Junior       | Pai e Filho          | Dad & Son                | 9º Lugar           | 9º Lugar           |
| Carter Hayden        | Ettore Zuim        | Sérgio Calvinho      | Noah         | Meninos dos Realitys | Reality's Pro's          | 8º Lugar           | 8º Lugar           |
| Scott McCord         | Rodrigo Oliveira   | Paulo Espírito Santo | Owen         | Meninos dos Realitys | Reality's Pro's          | 8º Lugar           | 8º Lugar           |
| Stacey DePass        | Jéssica Marina     | Sandra de Castro     | Crimson      | Góticos              | Goths                    | 7º Lugar           | 7º Lugar           |
| Carter Hayden        | Rafael Rodrigo     | Paulo Figueiredo B.  | Ennui        | Góticos              | Goths                    | 7º Lugar           | 7º Lugar           |
| Scott McCord         | Daniel Ávila       | Paulo Espírito Santo | Brody        | Surfistas            | Surfer Dudes             | -                  | -                  |
| Dan Petronijevic     | Clécio Souto       | Gonçalo Carvalho     | Geoff        | Surfistas            | Surfer Dudes             | -                  | -                  |
| Joseph Motiki        | Márcio Aguena      | Gonçalo Carvalho     | Ryan         | Apaixonados          | Daters/Haters            | 6º Lugar           | 6º Lugar           |
| Nicki Burke          | Sabrina Miragaia   | Sandra de Castro     | Stephanie    | Apaixonados          | Daters/Haters            | 6º Lugar           | 6º Lugar           |
| Kristin Fairlie      | Larissa de Lara    | Paula Pais           | Carrie       | Melhores Amigos      | Best Friends             | Retirados/5º Lugar | Retirados/5º Lugar |
| Jeff Geddis          | Alexandre Drummond | Carlos Macedo        | Devin        | Melhores Amigos      | Best Friends             | Retirados/5º Lugar | Retirados/5º Lugar |
| Stacey DePass        | Fabiana Aveiro     | Paula Pais           | Emma         | Irmãs                | Sisters                  | 4º Lugar           | 4º Lugar           |
| Stephanie Anne Mills | Jéssica Vieira     | Sandra de Castro     | Kitty        | Irmãs                | Sisters                  | 4º Lugar           | 4º Lugar           |
| Scott McCord         | Dudu Fevereiro     | Gonçalo Carvalho     | Jacques      | Patinadores do Gelo  | Ice Dancers              | 3º lugar           | 3º lugar           |
| Julie Lemieux        | Fabíola Giardino   | Paula Pais           | Josee        | Patinadores do Gelo  | Ice Dancers              | 3º lugar           | 3º lugar           |
| Evany Rosen          | Élida L'Astorina   | Ana Vieira           | MacArthur    | Cadetes de Polícia   | Police Cadets            | 1º lugar           | 2º lugar           |
| Nicole Stamp         | Teline Carvalho    | Sandra de Castro     | Sanders      | Cadetes de Polícia   | Police Cadets            | 1º lugar           | 2º lugar           |
| Scott McCord         | Daniel Ávila       | Paulo Espírito Santo | Brody        | Surfistas            | Surfer Dudes             | 1º lugar           | 2º lugar           |
| Dan Petronijevic     | Clécio Souto       | Gonçalo Carvalho     | Geoff        | Surfistas            | Surfer Dudes             | 1º lugar           | 2º lugar           |

## Episódios
| Temporada | Episódios | País           | Canal           | Estreia de temporada   | Final de temporada     |
| --------- | --------- | -------------- | --------------- | ---------------------- | ---------------------- |
| 1         | 26        | Estados Unidos | Cartoon Network | 7 de setembro de 2015  | 9 de outubro de 2015   |
| 1         | 26        | Brasil         | Cartoon Network | 14 de Dezembro de 2015 | 22 de janeiro de 2016  |
| 1         | 26        | Canadá         | Teletoon        | 4 de janeiro de 2016   | 30 de janeiro de 2016  |
| 1         | 26        | Portugal       | Cartoon Network | 4 de julho de 2016     | 19 de setembro de 2016 |

### 1ª Temporada (2015)
| Episódio | Título                                                  | Escrito por                | Exibição original                             | Código de produção | Audiência (em milhões) |
| -------- | ------------------------------------------------------- | -------------------------- | --------------------------------------------- | ------------------ | ---------------------- |
| 1        | " Foi Dada a Largada Parte 1"                           | Alex Ganetakos             | 7 de setembro de 2015 14 de dezembro de 2015  | 101                | 1.60                   |
| 2        | " Foi Dada a Largada Parte 2"                           | Terry McGurrin             | 7 de setembro de 2015 14 de dezembro de 2015  | 102                | 1.47                   |
| 3        | " Correndo pela França"                                 | Laurie Elliott             | 8 de setembro de 2015 15 de dezembro de 2015  | 103                | 1.19                   |
| 4        | " De Férias no Mediterrâneo"                            | Kurt Firla                 | 9 de setembro de 2015 16 de dezembro de 2015  | 104                | 1.33                   |
| 5        | " Curtindo a Islândia"                                  | Terry McGurrin             | 10 de setembro de 2015 17 de dezembro de 2015 | 105                | 1.37                   |
| 6        | " Nas Florestas Brasileiras"                            | Laurie Elliott             | 11 de setembro de 2015 18 de dezembro de 2015 | 106                | 1.05                   |
| 7        | " Dando Uma Volta no Castelo do Drácula"                | Terry McGurrin             | 14 de setembro de 2015 21 de dezembro de 2015 | 107                | 1.09                   |
| 8        | " Lua de Mel no Havaí"                                  | Shelley Scarrow            | 15 de setembro de 2015 22 de dezembro de 2015 | 108                | 1.01                   |
| 9        | " Passeando em Dubai"                                   | Miles Smith                | 16 de setembro de 2015 23 de dezembro de 2015 | 109                | 1.09                   |
| 10       | " As Aventuras em Pequim"                               | Laurie Elliott Miles Smith | 17 de setembro de 2015 24 de dezembro de 2015 | 110                | 1.18                   |
| 11       | " Eu Amo Rock&Roll"                                     | Miles Smith                | 18 de setembro de 2015 4 de janeiro de 2016   | 111                | 1.08                   |
| 12       | " Um Safári Pela África"                                | Shelley Scarrow            | 21 de setembro de 2015 5 de janeiro de 2016   | 112                | 1.19                   |
| 13       | " Prisioneiros em Fuga"                                 | Terry McGurrin             | 22 de setembro de 2015 6 de janeiro de 2016   | 113                | 1.19                   |
| 14       | " Aventuras na Austrália"                               | Miles Smith                | 23 de setembro de 2015 7 de janeiro de 2016   | 114                | 1.19                   |
| 15       | " Se Jogando na Nova Zelândia"                          | Shelley Scarrow            | 24 de setembro de 2015 8 de janeiro de 2016   | 115                | 1.29                   |
| 16       | " Uma Montaria Perigosa"                                | Meghan Read                | 25 de setembro de 2015 11 de janeiro de 2016  | 116                | 1,18                   |
| 17       | " O Senhor dos Anéis Perdidos"                          | Terry McGurrin             | 28 de setembro de 2015 12 de janeiro de 2016  | 117                | 1,28                   |
| 18       | " Tem Veneno?"                                          | Miles Smith                | 29 de setembro de 2015 13 de janeiro de 2016  | 118                | 1,18                   |
| 19       | " Dando Uma Volta nas Dunas"                            | Craig Martin               | 30 de setembro de 2015 14 de janeiro de 2016  | 119                | 1,14                   |
| 20       | " O Burrito Maldito"                                    | Shelley Scarrow            | 1 de outubro de 2015 15 de janeiro de 2016    | 120                | 1,23                   |
| 21       | " Pescaria Alucinante"                                  | Meghan Read                | 2 de outubro de 2015 18 de janeiro de 2016    | 121                | 1,16                   |
| 22       | " Explorando as Profundezas"                            | Terry McGurrin             | 5 de outubro de 2015 19 de janeiro de 2016    | 122                | 1,28                   |
| 23       | " É Hora do Chá"                                        | Miles Smith                | 6 de outubro de 2015 20 de janeiro de 2016    | 123                | 0,99                   |
| 24       | " Vamos Bailar"                                         | Craig Martin               | 7 de outubro de 2015 21 de janeiro de 2016    | 124                | 1,18                   |
| 25       | " Bahamas"                                              | Alex Ganetakos             | 8 de outubro de 2015 22 de janeiro de 2016    | 125                | 1,29                   |
| 26       | " Um Milhão de Maneiras de Perder Um Milhão de Dólares" | Terry McGurrin             | 9 de outubro de 2015 22 de janeiro de 2016    | 126                | 1,14                   |

## Territórios
Esta é a lista que mostra os locais utilizados durante a série, como parte do cenário.
| Bandeira                | País                   | Episódio | Local                                 |
| ----------------------- | ---------------------- | -------- | ------------------------------------- |
| Canadá                  | Canadá                 | 1        | Toronto                               |
| Marrocos                | Marrocos               | 2        | Deserto do Saara                      |
| França                  | França                 | 3        | Paris                                 |
| França                  | França                 | 4        | Calanque de Maubois                   |
| Islândia                | Islândia               | 5        | Skaftafell                            |
| Brasil                  | Brasil                 | 6        | Rio de Janeiro                        |
| Romênia                 | Romênia                | 7        | Transilvânia                          |
| Estados Unidos          | Estados Unidos         | 8        | Havaí                                 |
| =Emirados Árabes Unidos | Emirados Árabes Unidos | 9        | Dubai                                 |
| China                   | China                  | 10       | Pequim                                |
| Finlândia               | Finlândia              | 11       | Oulu                                  |
| Zimbabwe                | Zimbábue               | 12       | Parque Nacional das Cataratas Vitória |
| Austrália               | Austrália              | 13       | Geelong                               |
| Austrália               | Austrália              | 14       | Outback                               |
| Nova Zelândia           | Nova Zelândia          | 15       | Ilha Sul                              |
| Canadá                  | Canadá                 | 16       | Lethbridge                            |
| Canadá                  | Canadá                 | 17       | Círculo Polar Ártico                  |
| Indonésia               | Indonésia              | 18       | Flores                                |
| Estados Unidos          | Estados Unidos         | 19       | Las Vegas                             |
| México                  | México                 | 20       | Acapulco                              |
| Vietname                | Vietnã                 | 21       | Cần Thơ                               |
| Rússia                  | Rússia                 | 22       | Sibéria                               |
| Índia                   | Índia                  | 23       | Darjeeling                            |
| Argentina               | Argentina              | 24       | Buenos Aires                          |
| Bahamas                 | Bahamas                | 25       | Nassau                                |
| Estados Unidos          | Estados Unidos         | 26       | Nova Iorque                           |

## Tabela de eliminação
| #      | Dupla               | 1   | 2   | 3   | 4   | 5   | 6   | 7   | 8   | 9   | 10  | 11  | 12  | 13  | 14  | 15 | 16 | 17 | 18 | 19 | 20 | 21       | 22       | 23       | 24       | 25 | 26    |
| ------ | ------------------- | --- | --- | --- | --- | --- | --- | --- | --- | --- | --- | --- | --- | --- | --- | -- | -- | -- | -- | -- | -- | -------- | -------- | -------- | -------- | -- | ----- |
| 1º/2º1 | Brody & Geoff       | 13º | 6º  | 3º  | 15º | 5º  | 4º  | 8º  | 1º  | 9º  | 6º  | 5º  | 2º  | 8º  | 8º  | 6º | 1º | 1º | 7º | 5º | 6º | 6º       | Inativos | Inativos | Inativos | 1º | 1º/2º |
| 1º/2º1 | MacArthur & Sanders | 3º  | 2º  | 1º  | 3º  | 11º | 13º | 7º  | 8º  | 8º  | 5º  | 2º  | 1º  | 11º | 9º  | 3º | 5º | 7º | 6º | 3º | 1º | 1º/2º/3º | 5º       | 2º       | 2º       | 3º | 1º/2º |
| 3º     | Jacques & Josee     | 1º  | 3º  | 2º  | 1º  | 3º  | 1º  | 1º  | 3º  | 4º  | 4º  | 4º  | 11º | 10º | 1º  | 1º | 7º | 2º | 2º | 6º | 2º | 1º/2º/3º | 1º       | 4º       | 1º       | 2º | 3º    |
| 4º     | Emma & Kitty        | 4º  | 11º | 10º | 9º  | 10º | 7º  | 3º  | 5º  | 1º  | 3º  | 7º  | 5º  | 4º  | 5º  | 8º | 6º | 3º | 4º | 4º | 3º | 4º       | 4º       | 1º       | 4º       | 4º |       |
| 5º     | Carrie & Devin      | 2º  | 1º  | 4º  | 14º | 7º  | 11º | 10º | 2º  | 12º | 10º | 9º  | 4º  | 1º  | 7º  | 2º | 3º | 5º | 5º | 7º | 5º | 5º       | 3º       | 3º       | 3º2      |    |       |
| 6º     | Ryan & Stephanie    | 10º | 5º  | 8º  | 6º  | 6º  | 10º | 13º | 13º | 5º  | 1º  | 3º  | 3º  | 6º  | 3º  | 5º | 2º | 8º | 3º | 2º | 4º | 1º/2º/3º | 2º       | 6º       |          |    |       |
| 7º     | Crimson & Ennui     | 17º | 14º | 13º | 8º  | 1º  | 2º  | 12º | 10º | 7º  | 8º  | 10º | 8º  | 7º  | 2º  | 4º | 4º | 6º | 1º | 1º | 7º |          |          |          |          |    |       |
| 8º     | Noah & Owen         | 11º | 8º  | 16º | 2º  | 4º  | 12º | 2º  | 4º  | 2º  | 2º  | 11º | 6º  | 5º  | 6º  | 9º | 8º | 4º | 8º |    |    |          |          |          |          |    |       |
| 9º     | Dwayne & Junior     | 7º  | 17º | 5º  | 4º  | 8º  | 6º  | 6º  | 6º  | 6º  | 11º | 6º  | 10º | 3º  | 4º  | 7º | 9º |    |    |    |    |          |          |          |          |    |       |
| 10/11º | Rock & Spud         | 18º | 9º  | 15º | 13º | 14º | 14º | 9º  | 11º | 11º | 12º | 1º  | 9º  | 9º  | 10º |    |    |    |    |    |    |          |          |          |          |    |       |
| 10/11º | Chet & Lorenzo      | 12º | 15º | 6º  | 7º  | 9º  | 5º  | 4º  | 7º  | 10º | 7º  | 8º  | 7º  | 2º  | 11º |    |    |    |    |    |    |          |          |          |          |    |       |
| 12º    | Jay & Mickey        | 14º | 12º | 12º | 12º | 12º | 8º  | 11º | 9º  | 3º  | 9º  | 12º |     |     |     |    |    |    |    |    |    |          |          |          |          |    |       |
| 13º    | Kelly & Taylor      | 9º  | 13º | 11º | 10º | 13º | 3º  | 5º  | 12º | 13º |     |     |     |     |     |    |    |    |    |    |    |          |          |          |          |    |       |
| 14º    | Jen & Tom           | 8º  | 10º | 7º  | 5º  | 2º  | 9º  | 14º |     |     |     |     |     |     |     |    |    |    |    |    |    |          |          |          |          |    |       |
| 15º    | Laurie & Miles      | 6º  | 16º | 14º | 11º | 15º | 15º |     |     |     |     |     |     |     |     |    |    |    |    |    |    |          |          |          |          |    |       |
| 16º    | Ellody & Mary       | 5º  | 7º  | 9º  | 16º |     |     |     |     |     |     |     |     |     |     |    |    |    |    |    |    |          |          |          |          |    |       |
| 17º    | Gerry & Pete        | 15º | 4º  | 17º |     |     |     |     |     |     |     |     |     |     |     |    |    |    |    |    |    |          |          |          |          |    |       |
| 18º    | Leonard & Tammy     | 16º | 18º |     |     |     |     |     |     |     |     |     |     |     |     |    |    |    |    |    |    |          |          |          |          |    |       |

1 Vencedores mudam de acordo com o final.
2 O episódio 24, "Vamos Bailar", deveria ser uma rodada não-eliminatória, mas Os Melhores Amigos saíram devido a ferimentos graves.

## Eliminações
Esta é a tabela com a ordem de eliminação e seus respectivos motivos.
| Competidores                              | Motivo da Eliminação | Episódio | Pos. |
| ----------------------------------------- | --- | -------- | ---- |
| Leonard & Tammy (Jogadores)               | Apenas Pai & Filho, Jogadores e Veganas ainda não haviam cruzado a linha de chegada, e cansados de correr no deserto os Jogadores tentaram usar magia para vencê-la, obviamente falhando e sendo os últimos a chegar. | 2        | 18º  |
| Gerry & Pete (Tenistas Rivais)            | Apenas Prós de Reality Shows e Tenistas Rivais não haviam cruzado a linha de chegada, ambas as equipes chegaram ao mesmo tempo na Zona Segura, mas o pé de de Gerry estava fora dela. | 3        | 17º  |
| Ellody & Mary (Gênias)                    | Ellody & Mary preferiram fazer cálculos sobre como iriam construir um castelo de areia ao invés de fazê-lo à princípio, ficando para trás quando uma onda acabou com seus planos, sendo eliminadas. | 4        | 16º  |
| Laurie & Miles (Veganas)                  | Acidentalmente, Laurie foi picada por diversas formigas em seu rosto, a tornando inapta a completar os desafios sozinha. Miles teve de tomar controle da equipe, mesmo contra as regras, sendo penalizadas e eliminadas. | 6        | 15º  |
| Jen & Tom (Bloggers da Moda)              | Carrie os pergunta de quem foi a ideia de criar um blog, fazendo-os brigar se desligando do desafio. Eles ficaram discutindo o desafio inteiro, não prestando atenção no desafio, e assim, no final do desafio, Tom e Jen se perdoam, pois, Tom vai fazer o desafio da ginástica, e acaba batendo a cabeça em uma lâmpada, levando inúmeros choques, e assim, Jen acaba o perdoando. No final do episódio, Tom e Jen acabam sendo ultrapassados pelos namorados, Stephanie e Ryan, e sendo eliminados. | 7        | 14º  |
| Kelly & Taylor (Mãe e Filha)              | A relação das duas sempre foi inversa, Taylor tratava sua mãe como uma escrava. As duas acabam brigando e ficando para trás, mas em um ato de desculpas, ambas foram fazer compras, sendo eliminadas. | 9        | 13º  |
| Jay & Mickey (Gêmeos Desastrados)         | Em um desafio em que deveriam fingir tocar guitarra, eles estavam dispostos a consegui-lo, mas pensando em salvar Noah & Owen, Emma convenceu Mickey de que o desafio é perigoso, fazendo-os perder. | 11       | 12º  |
| Chet & Lorenzo (Meio-Irmãos)              | Apenas Meio-Irmãos e Rockeiros não haviam cruzado a linha de chegada, Rock e Spud provocaram uma avalanche quase empatando com Chet e Lorenzo, que fugiam de uma mãe canguru zangada, mas em câmera lenta é possível ver os Rockeiros chegando primeiro, mas como é um desafio de eliminação dupla, ambas as equipes saíram. | 14       | 11º  |
| Rock & Spud (Rockeiros)                   | Apenas Meio-Irmãos e Rockeiros não haviam cruzado a linha de chegada, Rock e Spud provocaram uma avalanche quase empatando com Chet e Lorenzo, que fugiam de uma mãe canguru zangada, mas em câmera lenta é possível ver os Rockeiros chegando primeiro, mas como é um desafio de eliminação dupla, ambas as equipes saíram. | 14       | 10º  |
| Dwayne & Junior (Pai e Filho)             | No desafio de se segurar em um touro mecânico, Dwayne não consegue impressionar Junior, mas o mesmo diz que ele já é um bom pai, mesmo os atrasando e sendo eliminados mais tarde. | 16       | 9º   |
| Noah & Owen (Prós em Reality Show)        | No desafio de coletar veneno dos Dragões de Komodo, Owen acaba machucando seu olho e no desafio de encontrar o tapete com o Mapa-Mundi, Owen acaba soterrando Noah nos tapetes, os atrasando e os eliminando. | 18       | 8º   |
| Crimson & Ennui (Góticos)                 | Os Patinadores do Gelo roubam Loki (o Coelho de Ennui), sabendo que esse seria a único motivo para eles parariam de fazer o desafio, para o encontrar. Assim eles perdem o foco do desafio em busca do seu Coelho, chegando em ultimo e sendo eliminados. | 20       | 7º   |
| Brody & Geoff (Caras Surfistas)           | Eles, as Irmãs e os Melhores Amigos se ajudaram no desafio com três equipes. E em uma corrida final até a Zona Segura, Brody e Geoff optaram por deixar Carrie e Devin os ultrapassar por acharem a Caixa-Don primeiro. | 21       | (-)  |
| Ryan & Stephanie (Namorados)              | Apenas os Namorados e Patinadores do Gelo (que foram penalizados) ainda não cruzaram a linha de chegada. Prestes a conseguir, os Namorados começam a ser românticos um com o outro esquecendo-se da Zona Salva, fazendo com que Jacques e Josee cheguem primeiro. | 23       | 6º   |
| Carrie & Devin (Melhores Amigos)          | Irmãs e melhores amigos ainda não haviam cruzado a zona de relaxamento, quando Carrie & Devin conseguem chegar, antes de Emma & Kitty, e uma das duas acidentalmente empurra Devin de um penhasco. Os melhores amigos são forçados a desistir, e por isso, chamam os surfistas para voltar ao jogo, por eles terem os ajudado no episódio 21. | 24       | 5º   |
| Emma & Kitty (Irmãs)                      | Apenas Cadetes da Polícia, Irmãs e Patinadores do Gelo ainda não cruzaram a linha de chegada, mesmo após salvar a vida de Josee, a mesma joga um coco em MacArthur fazendo com que as três equipes ficassem próximas umas das outras, as Irmãs foram as últimas a cruzar a linha de chegada. | 25       | 4º   |
| Jacques & Josee (patinadores do gelo)     | Durante a final em Nova Iorque, Don revela que terão 2 Zonas Salvas, a 1ª eliminava a equipe que chegasse por último, a 2ª consagraria a equipe vencedora que chegasse primeiro. Os Surfistas foram os primeiros a passar pela 1ª Zona Salva, apenas restando as Cadetes da Polícia e os Patinadores do Gelo, ambos tem dificuldades para chegar à Zona Salva, mas MacArthur & Sanders conseguem primeiro eliminando Jacques & Josee. Já na 2ª Zona Salva, Brody & Geoff e MacArthur & Sanders correram até a última linha de chegada. Na versão original, MacArthur e Sanders vencem e na versão alternativa vence Brody e Geoff. | 26       | 3º   |
| Mac Arthur e Sanders (Cadetes da Polícia) | Durante a final em Nova Iorque, Don revela que terão 2 Zonas Salvas, a 1ª eliminava a equipe que chegasse por último, a 2ª consagraria a equipe vencedora que chegasse primeiro. Os Surfistas foram os primeiros a passar pela 1ª Zona Salva, apenas restando as Cadetes da Polícia e os Patinadores do Gelo, ambos tem dificuldades para chegar à Zona Salva, mas MacArthur & Sanders conseguem primeiro eliminando Jacques & Josee. Já na 2ª Zona Salva, Brody & Geoff e MacArthur & Sanders correram até a última linha de chegada. Na versão original, MacArthur e Sanders vencem e na versão alternativa vence Brody e Geoff. | 26       | 2º   |
| Brody e Geoff (Caras Surfistas)           | Durante a final em Nova Iorque, Don revela que terão 2 Zonas Salvas, a 1ª eliminava a equipe que chegasse por último, a 2ª consagraria a equipe vencedora que chegasse primeiro. Os Surfistas foram os primeiros a passar pela 1ª Zona Salva, apenas restando as Cadetes da Polícia e os Patinadores do Gelo, ambos tem dificuldades para chegar à Zona Salva, mas MacArthur & Sanders conseguem primeiro eliminando Jacques & Josee. Já na 2ª Zona Salva, Brody & Geoff e MacArthur & Sanders correram até a última linha de chegada. Na versão original, MacArthur e Sanders vencem e na versão alternativa vence Brody e Geoff. | 26       | 1º   |